# Anton Umek (pesnik)
Anton Umek - Okiški, slovenski pesnik, pisatelj, in urednik * 12. junij 1838, Vrh pri Boštanju, † 15. julij 1871, Trušnje pri Velikovcu.

## Življenje
Anton Umek - Okiški se je rodil na Okiču pri Boštanju polgruntarju Janezu in Jeri (rojeni Železnik), v družini je bilo pet otrok. Osnovno šolo je obiskoval v Boštanju, v Ljubljani pa v letih 1853–1854 tri razrede normalke. Ob podpori domačega župnika Ignaca Kutnarja in vodje ljubljanske normalke Janeza Nepomuka Šlakerja se je šolal v gimnaziji v Ljubljani in leta 1862 maturiral z odliko. Kolebal je med študijem filozofije ali teologije, odlčil pa se je za študij klasične filologije na Univerzi na Dunaju (1862–1866), denarno ga je podpiral boštanjski vitez Ludvik Gutmannsthal Benvenuti. Po zaključku študija leta 1866 je bil profesor pripravnik na gimnaziji v Šentpavlu na Koroškem. Istega leta je na povabilo Antona Janežiča pričel s poučevanjem slovenskega jezika na državni gimnaziji v Celovcu. Janežiču je pomagal pri izdaji knjig in urejanju literarne revije Slovenski glasnik. Od leta 1865 naprej mu je pomagal urejati novo literarno revijo Besednik, nato pa je bil od leta 1869 do smrti njegov samostojni urednik.
V Celovcu je se poročil s Franzisko Rabitsch in imel z njo hčerko Bertho. Umrl je leta 1871 za pljučno boleznijo v vasi Trušnje nad Velikovcem, star 33 let, ko je bila njegova hčerka stara komaj eno leto. Pokopan je na pokopališču sv. Ruperta v Celovcu, blizu prijatelja Antona Janežiča.

## Delo

### Poezija
Umek je bil pesnik poznoromantičnega formalizma. Pesmi so narodnobuditeljskega in verskega značaja, opeval je naravo, ljubezen do Boga in domovine. Objavljal je v slovenskem in v nemškem jeziku po časopisih pod psevdonimom Okiški, po imenu svojega rojstnega kraja. 
V dijaških letih je pesmi objavljal v časopisih Zgodnja Danica, Slovenski glasnik in v Bleiweisovih Novicah. S sošolci je uredil brošuro Venec, ki je bila posvečena odhodu ravnatelja gimnazije Jana Nečáska v Prago. V brošuri je zbral poslovilne in slavilne pesmi dijakov, njegovi sta uvodna in zaključna pesem, sonet Domovina, pripovedni pesmi Zvon sile in Zlata Praga in bela Ljubljana ter njegov govor ravnatelju, deloma v vezani besedi.
S pesmimi je obujal spomine na umrle prijatelje. V Zgodnji Danici je objavil pesem ob smrti Antona Globočnika (pesem se zgleduje po Prešernovi elegiji V spomin Andreja Smoleta), Antona Alojzija Wolfa ter Antona Martina Slomška, v Novicah pa pesem v spomin dijaku in pesniku Leonu Engelmanu - Nožarjevu ter Valentinu Vodniku. Škofu Jerneju Vidmarju je posvetil pesem ob slovesnem prevzemu ljubljanske škofije (1860), v slovo ob odhodu v Zagreb pa je pesem namenil profesorju Ivanu Macunu. V spomin očetu je leta 1863 v Zgodnji Danici objavil elegijo Na očetovem grobu, leta 1869 je v Besedniku posvetil pesem sestri ob poroki. Velik del pesmi, predvsem ljubezenskih, se je izgubil. Erotično čustvo je prikrival z alegorijo (npr. Rožici). Svoji ženi je namenil nemško ljubezensko pesem Gute Nacht. 
V času študija, leta 1863, je v izdal prvo pesniško zbirko, Slovanska blagovestnika Ciril in Metod. Zbirka vsebuje zgodbe in povesti v devetih spevih. Leta 1863 je izdal epsko pesnitev Abuna Soliman, ki je najbolj znano Umekovo delo. Je slavospev v čast slovenskemu misijonarju Ignaciju Knobleharju, ki je deloval v Sudanu. Učenci, sudanski črnci, so mu nadeli častno ime/vzdevek Abuna Soliman. Gre za 200 strani dolg slavospev v desetih spevih, preveden je bil v jezik domačinov. Za pesnitev je Umek dobil nagrado uredništva Zgodnje Danice.
Pesniško zbirko Pesmi (1865) je izdal Janežič v zbirki Cvetje iz domačih in tujih logov v založbi Slovenskega glasnika. Vsebuje že objavljene pesmi,  nekaj pa je dodal novih. Naklonjen je stalnim oblikam, zlasti sonetu. Po zgledu Prešernovega soneta Primicovi Juliji, je napisal pesem Pozdrav zvezdi na morju z akrostihom Ave Maris Stella (Mariji – morski zvezdi). Sonet Domovina poimenuje "dva sonetna venca v enem". V pripovednih pesmih je najbolj pogosta nibelunška kitica. 
V njegovi zapuščini je načrt za večjo pesnitev, slavospev o krščanstvu, Sijonska slava. V parodiji Pesem starega Slovenca se je posmehoval tedanjim narodnim in kulturnim razmeram. Nekaj njegovih pesmi je uglasbenih, med njimi svoj čas že skoraj ponarodela Mornarska, ki jo je uglasbil Gustav Ipavec.

### Proza
Poučne zgodbe in povesti je objavljal v literarnem zborniku Nanos, Koledarju Mohorjeve družbe, Slovenskem glasniku ter Slovenskih večernicah (Osrečena pravičnost). Prevedel je povest Pavel in Virginija, avtorja Jacquesa-Henrija Bernardina de Saint-Pierra. Celotno njegovo delo kaže vpliv duhovnika Luka Jerana in Antona Janežiča.
V Slovenskem glasniku je leta 1862 objavil potopis Potovanje za Savo po vzorcu  Levstikovega Popotovanja od Litije do Čateža. Opisuje hojo iz Ljubljane na Vače in v savsko dolino, vožnjo z železnico od Save do Zidanega mostu in nato hojo za Savo od Radeč v Boštanj in Šentjanž. V Zgodnji Danici je objavil več kulturnopolitičnih spisov.

### Uredništvo
Leta 1869 je prevzel uredništvo Janežičevega Besednika. Prizadeval si je, da bi revijo čim dlje ohranil, vendar ob Stritarjevem Zvon ni mogel pritegniti pomembnejših pisateljev. Zvest mu je ostal le Simon Gregorčič, drugi so bili začetniki. Umek je pisal rubriki Ogled po svetu in Razne novice, poročila o avstrijski politiki naj bi mu pisal Andrej Einspieler. Pisal je o potrebi farnih čitalnic in katoliških političnih društev. V rubrikah Odprto pismo in Dopisovalnica je sodelavcem razlagal, da je literarna revija Besednik predvsem za ljudsko izobraževanje.

## Kulturno umetniško društvo Anton Umek - Okiški
Na Okiču pri Boštanju so leta 1971, ob 100. obletnici njegove smrti, pripravili slovesnost in postavili spominsko ploščo na rojstno hišo. Pobudnik ideje je bil Božo Račič, spominsko ploščo, za katero se je zavzemal že Josip Wester, je izdelal kipar in medaljer Vladimir Štoviček, rojen v Boštanju. Leta 1988 je v spomin Umeku slovesnost ob 150-letnici rojstva pripravil ravnatelj Osnovne šole Boštanj Ivan Šnuderl.
Njegova pesniška zapuščina originalnih del in družinskih dokumentov je dostopna v Koroškem deželnem arhivu v Celovcu. Ob 175. obletnici rojstva so v Knjižnici Sevnica pripravili razstavo rokopisov in osebnih listin.
Po njem je poimenovano Kulturno umetniško društvo Anton Umek Okiški Boštanj. 2014 so organizirali ekskurzijo Po poti Antona Umeka - Okiškega iz Okiča v Celovec. Februarja 2015 so v Boštanju slovenski kulturni dan in krajevni praznik obeležili z gledališko predstavo Od zibelke do zakladnice Antona Umeka - Okiškega.